# Sergei Alexandrowitsch Filippenkow

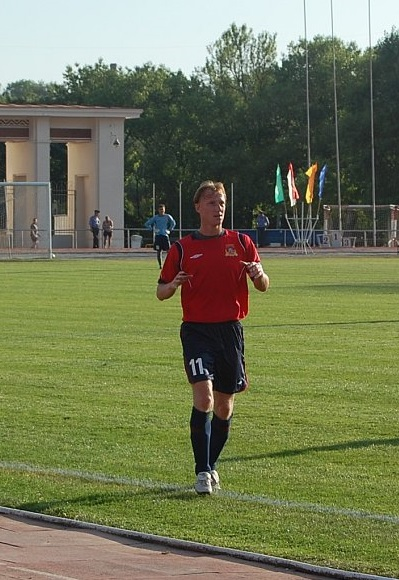
Sergei Filippenkow, 2020

Sergei Alexandrowitsch Filippenkow (russisch Сергей Александрович Филиппенков; * 2. August 1971 in Smolensk; † 15. Oktober 2015 in Pensa) war ein russischer Fußballspieler.

## Sportlicher Werdegang
Filippenkow begann seine Karriere im Erwachsenenbereich beim Iskra Smolensk, für den er nach dem Zusammenbruch der Sowjetunion ab 1992 in der dritthöchsten Spielklasse auflief. Auch nach dem Zusammenschluss mit dem Lokalkonkurrenten Kristall Smolensk Anfang 1995 blieb er dem Klub treu, der am Ende der folgenden Spielzeit in die zweite Liga aufstieg. 
Anfang 1998 wechselte Filippenkow zum PFK ZSKA Moskau in die Oberste Division. Während er mit der Mannschaft Vizemeister hinter dem Lokalkonkurrenten Spartak wurde, avancierte er zum Nationalspieler: Im November des Jahres kam er gegen Brasilien bei einer 1:5-Niederlage zu einem Länderspieleinsatz für die russische Nationalmannschaft. 2000 erreichte die Mannschaft das Endspiel um den russischen Landespokal, verlor das Stadtderby gegen Lokomotive Moskau jedoch nach Verlängerung. Dabei war er kurz vor Ende der regulären Spielzeit durch Artjem Jenin ersetzt worden.
2001 verließ Filippenkow ZSKA und wurde fortan zum Wandervogel. Zunächst wechselte er zum Erstligaabsteiger Tschernomorez Noworossijsk, den er jedoch trotz erfolgreichen Wiederaufstiegs in Richtung Kristall Smolensk wieder verließ. Nach jeweils einjährigen Stationen bei Arsenal Tula und dem FK Astana-1964 in Kasachstan wechselte er 2005 zu Dynamo Brjansk in die 1. Division. Mit dem Klub erreichte er 2007 das Pokalhalbfinale, unterlag dort aber dem FK Moskau. Anschließend ließ er beim FK Metallurg Lipezk und FK Dnjepr Smolensk im unterklassigen Ligabereich die Karriere ausklingen.
Bei einem Benefizspiel ehemaliger Fußballspieler erlitt Filippenkow im Herbst 2015 einen Herzinfarkt und starb im Alter von 44 Jahren.